# Stefan Petković
Stefan Petković (Zurigo, 23 novembre 1992) è un ex cestista svizzero.

## Palmarès
- Campione di Svizzera (2008)
- Coppa di Svizzera (2008, 2009)
- Coppa di Lega Svizzera (2008, 2009)